# Ingvar Wixell

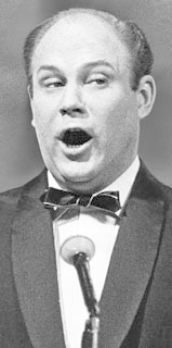
Ingvar Wixellcantando no Festival Eurovisão da Canção 1965

Karl Gustaf Ingvar Wixell, (7 de maio de 1931 – 8 de outubro de 2011) foi um barítono sueco.
Wixell fez sua estreia em 1955 em Die Zauberflötede Mozart. Ele trabalhou na Ópera Real Sueca em Estocolmo de 1955 até 1967. Também trabalhou na Ópera Alemã de Berlim, onde ficou de 1967 até 1997. Representou a Suécia, no Festival Eurovisão da Canção 1965 com a canção "Absent Friend".
Algumas óperas em que ele atuou foram: Il Barbiere di Siviglia de Rossini; Carmen de Bizet; Aida, Simon Boccanegra, Rigoletto e Falstaff de Verdi; Tosca de Puccini e Eugene Onegin de Tchaikovsky.

## Gravações
- Mozart, Count Almaviva in Le nozze di Figaro, conducted by Sir Colin Davis, 1971, with Jessye Norman
- Larsson, Förklädd gud (and Pastoralsvit), conducted by Stig Westerberg, 1968–1974
- Mozart, Don Giovanni, conducted by Colin Davis, 1973
- Verdi, Cavaliere di Belfiore in Un giorno di regno, conducted by Lamberto Gardelli, 1973
- Puccini, Baron Scarpia in Tosca, conducted by Colin Davis, 1976, with Montserrat Caballé
- Verdi, il conte di Luna in Il trovatore, conducted by Richard Bonynge, 1976, with Dame Joan Sutherland and Marilyn Horne
- Donizetti, Belcore in L'elisir d'amore, conducted by Sir John Pritchard, 1977, with Plácido Domingo
- Donizetti, Don Alfonso in Lucrezia Borgia, conducted by Richard Bonynge, 1977
- Leoncavallo, Tonio in Pagliacci, conducted by Giuseppe Patanè, 1977, with Mirella Freni
- Puccini, Michele in Il tabarro, conducted by Lorin Maazel, with Renata Scotto, 1977
- Puccini, Sharpless in Madama Butterfly, conducted by Lorin Maazel, 1978, with Renata Scotto, Plácido Domingo and Gillian Knight
- Verdi, Renato in Un ballo in maschera, conducted by Colin Davis, 1978–1979, with José Carreras
- Puccini, Marcello in La bohème, conducted by Colin Davis, 1979, with Katia Ricciarelli
- Verdi, Rigoletto in Rigoletto, conducted by Riccardo Chailly, 1983, with Edita Gruberova and Luciano Pavarotti, a film directed by Jean-Pierre Ponnelle
- Puccini, Baron Scarpia in Tosca, conducted by Daniel Oren, 1990, with Raina Kabaivanska
- August Söderman, Wilhelm Peterson-Berger, Wilhelm Stenhammar and Ture Rangström, Svenska ballader (Swedish ballads), conducted by Johan Arnell, 1997

## Curiosidade
Em 1983 na opera Rigoletto com Luciano Pavarotti teve um ótimo desempenho atuando com
Dois papéis Rigoleto e Monterone . Na parte que Monterone faz a maldição ele aparece irreconhecível dentre os papéis